# Hōnen
Hōnen (jap. 法然;; zwany także Genkū; ur. 13 maja 1133 w prowincji Mimasaka, zm. 29 lutego 1212 w Kioto) – japoński mnich buddyjski i myśliciel, założyciel amidystycznej Szkoły Czystej Krainy, nazwanej w Japonii Jōdo, zreformował buddyzm i uprzystępnił go szerokim warstwom japońskiego społeczeństwa. W ciężkich czasach wojen pomiędzy klanami Taira i Minamoto zaofiarował ludziom nowy rodzaj religijnej nadziei.

## Biografia

### Pochodzenie
Urodził się pod koniec okresu Heian 13 maja 1133 r. w rodzinie prowincjonalnej szlachty w wiosce Inaoka w Kume w prowincji Mimasaka (obecnie jest to prefektura Okayama). Jego ojciec, Tokikuni Uruma, pełnił funkcję dzisiejszego posterunkowego, czuwał nad spokojem we wsi. Matka należała do znanej, bardzo zamożnej, miejscowej rodziny Hana, która swoje pochodzenie wywodziła od legendarnej chińskiej księżniczki z III wieku. W 1141 r. (Hōnen miał wtedy 8 lat) jego ojciec został śmiertelnie ranny w czasie nocnego ataku przez zarządcę pobliskiej posiadłości cesarskiej. Hōnen został wtedy umieszczony w domu brata jego matki, kapłana z klasztoru Bodai znajdującego się w tej samej prowincji. Przebywał tam do 1147 r., kiedy w wieku 14 lat został posłany na górę Hiei w celu przyjęcia ordynacji mnisiej.

### Kariera religijna
Rozpoczął studiować doktrynę szkoły tendai u takich nauczycieli jak Genkō (源光) i Kōen (皇円), u którego przyjął mnisią ordynację. Ponieważ pragnął żyć w odosobnieniu, przeniósł się do Kurodani na zachodnim zboczu góry, gdzie od jakiegoś czasu istniał ośrodek praktyki nembutsu. Studiował u Eikū (zm. 1179 ,叡空), który był spadkobiercą Ryōnina (1072-1132), założyciela szkoły yūzū nembutsu. W tym czasie Hōnen całkowicie zrezygnował z zemsty na zabójcy jego ojca. Zajmował się jedynie tym, aby przynieść religijne nastawienie ludziom karmionym przez złudne przywiązania. Od swojego nauczyciela otrzymał imię Hōnenbō Genkū (法然房源空) i uważał swojego ucznia za urodzonego świętego.
W tym okresie szkoła tendai wykazywała oznaki skorumpowania, gdyż potomkowie arystokratycznych rodów zajęli najwyższe stanowiska w szkole i podążali drogą realizowania swoich światowych ambicji. Na skutek tego mnisi poważnie zainteresowani praktyką buddyjską, udawali się do wyspecjalizowanych ośrodków daleko od pożądań sławy i bogactwa i gdzie mogli spędzić życie poszukując właściwej Drogi. Takich ludzi nazywano wówczas hijiri. I Hōnen stał się takim hijirim.
Hōnen przebywał w Kurodani przez dwadzieścia lat spędzając dni na studiowaniu i religijnych praktykach. Doszedł wtedy do wniosku, że normalny trening buddyjski, składający się z trzech elementów: moralności, kontemplacji i mądrości, nie jest dla niego i zwątpił w tradycyjną drogę wyzwolenia. W tym czasie przeczytał cały kanon buddyjski pięciokrotnie i głęboko wielokrotnie studiował wszelkie komentarze zarówno własnej szkoły, jak i innych szkół. Pewnego razu dyskutował ze swoim nauczycielem Eikū o względnych zasługach praktyki nembutsu z wizualizacją lub z inwokacją. Hōnen uważał formę inwokacyjną za lepszą i nie ustąpił przed nauczycielem, który miał ją za formę podrzędną. To tak rozzłościło Eikū, że rzucił w Hōnena drewnianą poduszką. Tak więc już wtedy Hōnen wykazywał brak chęci do kompromisu i nieuległe nastawienie do studiowania.
W 1156 r. wybuchł otwarty konflikt pomiędzy klanami Taira i Minamoto, który trwał do 1159 r., gdy ród Taira zwyciężył. Polityczny konflikt skutkował społecznym zamieszaniem. Wsie zbiedniały, w kraju panoszyły się bandy złodziei terroryzujące ludność, wojenni kapłani i samuraje wykorzystywali swoją moc. Panowała ogólna korupcja. Tradycyjne szkoły buddyjskie z Kioto i Nary całkowicie ignorowały nędzę ludności. Jedyna nadzieją dla ludzi było pojawienie się kogoś, kto w tych tragicznych latach zaproponowałby obietnicę wybawienia. W 1167 r. Kiyomori Taira został wielkim ministrem państwa. Był pierwszym członkiem tej militarnej rodziny, który otrzymał tak wysokie stanowisko. 
Hōnen w tym czasie zwrócił ostatecznie uwagę na Shandao, chińskiego amidystę z VII w., który w Komentarzu do "Sutry o Amitajurdhjanie" (chiń. 觀經四帖疏, pinyin Guānjīng sìtièshū) opisał Zachodni Raj. W komentarzu tym zaleca się nieustanne powtarzanie imienia Amidy, gdyż jest to niechybna droga do odrodzenia w raju, zgodnie z obietnicą Buddy. Od tego momentu Hōnen zarzucił wszelkie inne praktyki i począł powtarzać formułę namu Amida-butsu (chwała buddzie Amidzie). Był to rok 1175. Pewnej nocy Hōnen miał sen, w którym spotkał Shadao. Ten sen przekonał go, że odkrył absolutną prawdę i powinien ją przekazywać ludziom. Opuścił więc górę Hiei.

### Działalność Hōnena

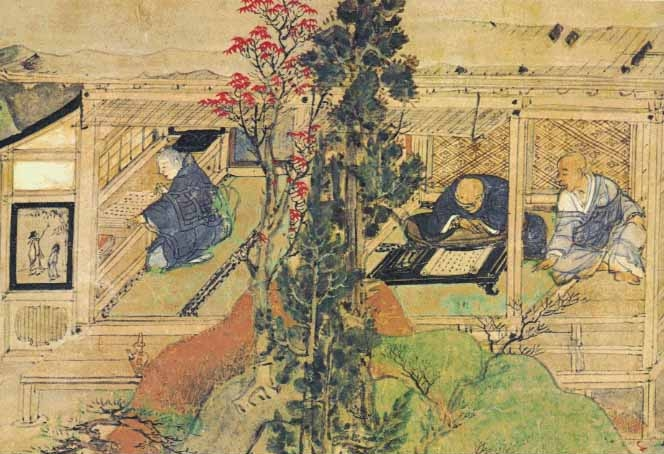
Hōnen studiujący Hokke Sandaibu

Po opuszczeniu góry Hiei Hōnen osiadł w dzielnicy Kioto zwanej Ōtani. Tam wybudował sobie prosty dom, w którym oddał się całkowicie praktyce. W tym czasie w Kioto panował chaos, pogłębiony największym w historii pożarem w roku 1177, a konflikt pomiędzy Kiyomorim a emerytowanym cesarzem Go-Shirakawą trwał dalej bez nadziei na rozwiązanie. Wkrótce wykryto spisek przeciw Kiyomoriemu i w 1180 r. wybuchła kolejna wojna domowa, gdy ród Minamoto wezwał do walki przeciwko Tairom. Pod koniec tego roku Kiyomori spalił klasztory Tōdai i Kōfuku za sprzyjanie Minamotom. 
W 1183 r., a więc w 8 lat po zamieszkaniu Hōnena w Ōtani, dowodzący wojskami Minamotów zaatakował i sterroryzował Kioto w celu obrony planów Yoritomo Minamoto. Podobno był to jedyny okres, w którym Hōnen zarzucił swoją praktykę. Później znów do niej powrócił. Gdy ktoś go odwiedzał nauczał go o Czystej Krainie i zachęcał do inwokacyjnego nembutsu. 
Zwrócił na siebie uwagę kleru z tradycyjnych szkół w czasie tzw. "dyskusji Ōhara" w 1186 r. (lub 1189). Propozycja spotkania wyszła od Kenshina ze szkoły tendai (który później został zasu czyli głównym opatem Enryaku-ji, a tym samym i całej szkoły), który zaprosił Hōnena do dyskusji i jego naukach. W tym spotkaniu uczestniczyli jeszcze: Myōhen ze szkoły sanron (Trzech traktatów), Jōkei ze szkoły hossō (chiń. faxiang), Tankyō ze szkoły tendai, Chōgen z Tōdai-ji i Nembutsubō z Ōji-in w Sadze. Hōnen opisał praktyki różnych szkół buddyjskich i wyjaśnił, dlaczego tylko nauki Czystej Krainy są odpowiedni dla tych czasów. Wywarł na wszystkich olbrzymie wrażenie i stał się bardzo znany.
W 1189 r. zaczął być kojarzony z Kanezanem Kujō (1149–1207), który stał się jego najbardziej wpływowym patronem.  
W 1190 r. wygłosił serię wykładów w klasztorze Tōdai o trzech sutrach Czystej Krainy na prośbę Chōgena. Po "dyskusji Ōhara" i po tych wykładach gwałtownie wzrosła ilość jego uczniów. Między innymi było to pięciu mnichów, którzy założyli pięć podszkół jōdo: Zennebō Shōkū (1177-1247) założył seizan, Shōkōbō Benchō (1162-1238) - chinzei, Jōkakubō Kōsai (1163-1247) - ichinengi, Kakumyōbō Chōsai (1184-1266) - Kuhon-ji i Ryūkan (1148-1227) - Chōraku-ji.  Gishūmon’in, córka Kujō i małżonka cesarza Go-Toby przyjęła od Hōnena wskazania dla laiczki w 1191 r. Hōnen był również jej mistrzem ordynacyjnym, gdy dziesięć lat później została kapłanką buddyjską. Sam Kujō również przyjmował wskazania od Hōnena i w końcu w 1202 r. przyjął od niego ordynację kapłańską. Jego uczniami byli także członkowie warstwy militarnej z rodu Minamoto.
Po zakończeniu wojny domowej praktyk nembutsu szerzyła się, a atmosfera przebudowy owładnęła stolicą. Wtedy też powstało najważniejsze dzieło Hōnena Senchaku hongan nembutsushū (選択本願念仏集, Zbiór fragmentów o wyborze nembutsu w pierwotnym ślubowaniu) napisane na prośbę Kanezane Kujō w 1198 r..

### Konflikt

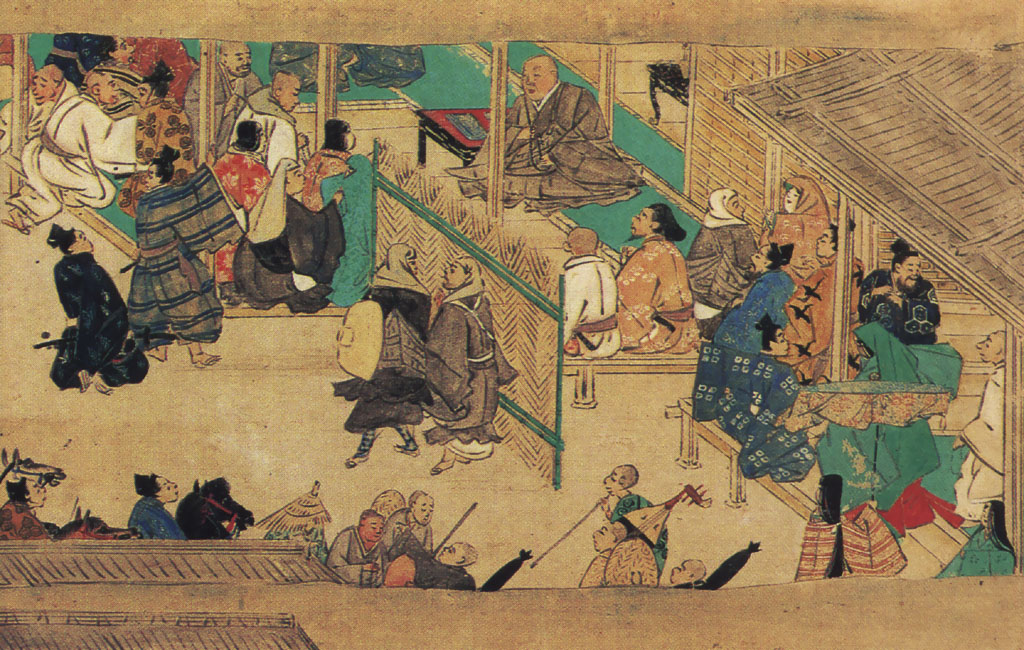
Publiczne kazanie Hōnena

Hōnen nie posiadał ani materialnych środków, aby wybudować wielkie klasztory, ani nie podjął próby założenia organizacji, która nadzorowałaby jego uczniów. Mimo tego wkrótce cała stolica była pełna jego zwolenników, a wspierający przybywali z różnych części kraju. Istniejące tradycyjne szkoły buddyjskie pouczyły się jednak zaniepokojone jego wpływami.
Latem 1204 r. kler Enryaku-ji zaapelował do ówczesnego zasu szkoły tendai Shinshō, aby zabronić praktykowania nembutsu. Przez kilka następnych miesięcy Hōnen próbował uspokoić nastroje przedkładając Shinshō dokument zatytułowany Nakaz w siedmiu paragrafach. W skrócie brzmiał następująco:
1. Nie krytykować shingon i tendai, ani nie mówić źle o jakichkolwiek buddach lub bodhisattwach.
2. Nie dyskutować z wykształconymi ludźmi lub z wyznawcami innych praktyk niż nembutsu.
3. Nie spoglądać z góry z uprzedzonymi umysłami na ludzi innych wiar i praktyk.
4. Podczas mówienia, że utrzymywanie wskazań nie jest istotne dla wyznawcy nembutsu, nie folguj sobie seksualnie, nie pij, ani nie jedz mięsa (...)
5. Będąc płytko wykształconym, nie wyrażaj swoich osobistych poglądów bez zastrzeżeń, nie angażuj się w dysputy, nie wprawiaj w zakłopotanie głupszych.
6. Nie wykorzystuj popularnych i emocjonalnych stylów kazań lub ucieczki do herezji, aby nawrócić ignorancki laikat.
7. Nie potwierdzaj, że czyjeś heretyckie interpretacje są właściwe lub też, że są oni mistrzami.
Te Nakazy (...) podkreśliły nadużycia popełnianie przez praktykujących szarlatańskie nembutsu uczniów Hōnena, któremu udało się na jakiś czas uniknąć kłopotów ze strony ruchu przeciwko nembutsu w Enryaku-ji. Jednak jesienią 1205 r. mnisi z Kōfuku-ji także zaapelowali do cesarza Go-Toby w celu zakazania praktyki nembutsu. Przedstawili cesarzowi dokument znany jako Petycja Kōfuku-ji, w którym wyszczególnili dziewięć błędów, które według nich, popełniają zwolennicy nembutsu. Oprócz tego zażądano, aby ukarać dwóch uczniów Hōnena - Gyōkū i Junsaia za herezję. Hōnen wyrzucił ze szkoły Gyōkū (który nauczał, że nawet jednorazowe nembutsu prowadzi do odrodzenia w Czystej Krainie). Prawdopodobnie napięcie udałoby się rozładować, gdyby nie to, że dwaj jego uczniowie zostali aresztowani. Pod koniec 1206 r. podczas pielgrzymki cesarskiej do świątyni w Kumano, panie z dworu cesarskiego zaprosiły Jūrena i Junsaia do poprowadzenia specjalnej całonocnej praktyki i podobno między damami a mnichami doszło do wykroczeń. Cesarz skazał tych dwu kapłanów na śmierć, a Hōnena na wygnanie.

### Wygnanie i śmierć
Hōnen został wygnany na wyspę Shikoku. Kampania Kūjo, aby mu przebaczyć, nie okazała się sukcesem. Ponieważ Hōnen miał wówczas 74 lata, wielu jego uczniów zgromadziło się wokół niego. Wkrótce Hōnen powrócił do stanu świeckiego pod imieniem Fuji Motohiko. Kūjo nie mógł sobie wybaczyć zesłania Hōnena i zmarł w miesiąc później z wieku 58 lat.
Pod koniec 1207 r. Hōnen został ułaskawiony, jednak nie mógł przebywać w stolicy. Przez cztery lata przebywał w świątyni Kachio-dera w prowincji Settsu. Do Kioto powrócił dopiero pod koniec 1211 r. Ponieważ jego dawny dom był ruiną, zamieszkał w małej świątyni na wzgórzu w Ōtani. 
W dzień po nowym roku 1212 rozchorował się. Przez cały czas praktykował nembutsu i prowadził wykłady dla uczniów o wybranych fragmentach sutr. Powiedział także uczniom, że jeśli wzniosą jakikolwiek pomnik dla niego (nawet w formie świątyni), to jego Dharma się nie rozpowszechni.
Ponieważ jego stan się pogarszał, Genchi (uczeń i następca Dharmy) poprosił o napisanie czegoś. Hōnen napisał tekst znany jako Jednostronicowy testament, w którym wyłożył zasady nembutsu. 
Zmarł 29 lutego 1212 r.
Dziś w miejscu jego śmierci znajduje się Chion-in, główna świątynia szkoły jōdo.
W 1227 r. mnisi z Enryaku-ji postanowili zniszczyć grób Hōnena. Dokonać tego mieli pracownicy ze świątyni Gion. Jednak następcy Dharmy mistrza usunęli wcześniej jego ciało i w Nison-in w Sadze dokonali aktu kremacji.

## Szkołajōdo
- Eikū (zm. 1179)
  - Hōnen (1133-1212)
    - Seikambō Genchi (1183-1238)
    - Gyōkū (bd)
    - Junsai (zm. 1207)
    - Jūren (zm. 1207)
    - Shoshinbō Tankū (1176–1253)
    - Zennebō Shōkū (1177-1247) podszkoła seizan
      - Jitsudo (bd)
      - Shoe (bd)
      - Yūkan (bd)
      - Shōju (bd)
      - Ryūshin (bd)
        - Kenni (1238-1304)

      - Jōon (1201-1271)
      - Shōtatsu (bd)
        - Ippen (1239-1289) założyciel szkoły ji
          - Sōshun (bd)
          - Shōkai (bd)
          - Taa (1237-1319)

    - Kakumyōbō Chōsai (1184–1266) podszkoła Kuhon-ji
      - Kakushin (bd)
      - Rien (bd)

    - Shōkōbō Benchō (1162–1238) podszkoła chinzei
      - Ryōchū (1199)-1287)
        - Jishin (bd)
        - Dōkō (bd)
        - Ryōkyō (1251-1328)

    - Jōkakubō Kōsai (1163–1247) podszkoła ichinengi
    - Ryūkan (1148–1227) podszkoła Chōraku-ji
    - Seikambō Genchi (1183-1239)
      - Renjakubō (bd)

    - Hōrembō Shinkū (1145-1228)
    - Shinran (1173-1263) założyciel szkoły Jōdo-shinshū
      - Yuien (bd)
      - Kakue (bd) wnuk Shinrana
      - Nyoshin (1235-1300) podszkoła Hongwan-ji, wnuk Shinrana
        - Kakunyo (1270-1351) prawnuk Shinrana
          - Zennyo (1333-1389)
            - Shakunyo (1350-1393)
              - Gyonyo (1376-1440)
                - Zonnyo (1396-1457)
                  - Rennyo (1415-1499)
                    - Jitsunyo (1458-1525)
                      - Shonyo (1516-1554)
                        - Kennyo (1543-1592)
                          - Kyōnyo (bd) Ōtani Hongwan-ji lub Higashi Hongwan-ji (wschodnie Hongwan-ji)
                          - Junnyo (1577-1630) Honpa Hongwan-ji lub Nishi Hongwan-ji (zachodnie Hongwan-ji)
                            - Ryonyo (1612-1662)
                              - Jakunyo (1651-1725)
                                - Junyo (1673-1739)
                                  - Tannyo (1716-1741)
                                    - Honyo (1707-1789)
                                      - Monnyo (1744-1799)
                                        - Honnyo (1778-1826)
                                          - Konyo (1798-1871)
                                            - Myonyo (1850-1903)
                                              - Kyonyo (1876-1948)
                                                - Shonyo (1911-2002)
                                                  - Sokunyo (1945-...)
                                                    - Sennyo (1977-...)